# Cantonul Castillon-la-Bataille
Cantonul Castillon-la-Bataille este un canton din arondismentul Libourne, departamentul Gironde, regiunea Aquitania, Franța.

## Comune
- Belvès-de-Castillon
- Castillon-la-Bataille (reședință)
- Gardegan-et-Tourtirac
- Sainte-Colombe
- Sainte-Terre
- Saint-Étienne-de-Lisse
- Saint-Genès-de-Castillon
- Saint-Hippolyte
- Saint-Laurent-des-Combes
- Saint-Magne-de-Castillon
- Saint-Pey-d'Armens
- Saint-Philippe-d'Aiguille
- Les Salles-de-Castillon
- Vignonet